# Hyoscyamus senecionis
Hyoscyamus senecionis är en potatisväxtart som beskrevs av Carl Ludwig von Willdenow. Hyoscyamus senecionis ingår i släktet bolmörter, och familjen potatisväxter. Utöver nominatformen finns också underarten H. s. bipinnatisectus.